# Escudo de Icod de los Vinos
El escudo municipal de Icod de los Vinos fue aprobado por Decreto del Ministerio de la Gobernación de fecha 9 de octubre de 1921. Posee la siguiente descripción heráldica:
Escudo partido. Primero, de azul, el Teide en su color. Segundo, de plata, un drago en su color. Bordura de sinople, con ocho racimos de uvas de oro. Al timbre, corona real cerrada. Como tenantes, cuatro aborígenes canarios, dos a cada flanco, sosteniendo cada uno una rama de palma.
El Teide domina con su presencia el paisaje de Icod y su comarcal drago representa al magnífico ejemplar, conocido como Drago milenario, existente en el centro del casco urbano. Los racimos aluden a la producción vitivinícola que da fama y nombre al municipio. Los cuatro tenantes representan a los cuatro reyes o menceyes guanches (los de Icod, Daute, Adeje y Abona) que se reunieron en este territorio para acordar la paz con los conquistadores castellanos.